# Fingerbålmossa
Fingerbålmossa (Riccardia palmata) är en levermossart som först beskrevs av Johann Hedwig, och fick sitt nu gällande namn av William Carruthers. Fingerbålmossa ingår i släktet flikbålmossor, och familjen Aneuraceae. Enligt den finländska rödlistan är arten nära hotad i Finland. Arten är reproducerande i Sverige.